# Cédric Lécluse
Cédric Lécluse (Épinay-sur-Seine, 29 marzo 1972) è un allenatore di calcio ed ex calciatore francese, di ruolo difensore.

## Carriera
È il giocatore con più presenze nella storia del Nancy, con 482 partite giocate.

## Palmarès

### Giocatore

#### Competizioni nazionali
- Campionato francese di seconda divisione: 2

Nancy: 1997-1998, 2004-2005
- Coppa di Lega francese: 1

Nancy: 2005-2006